# Коромысловская
Коромысловская — деревня в Шенкурском районе Архангельской области. Входит в состав муниципального образования «Шеговарское».

## География
Деревня расположена в южной части Архангельской области, в таёжной зоне, в пределах северной части Русской равнины, в 32 километрах на север от города Шенкурска, на правом берегу реки Ледь, притока Ваги. Ближайшие населённые пункты: на юго-западе деревни Игнашевская и Красковская, на северо-востоке деревни Фадеевская, Гришинская и Беркиевская.
Часовой пояс
Коромысловская, как и вся Архангельская область, находится в часовой зоне МСК (московское время). Смещение применяемого времени относительно UTC составляет +3:00.

## Население
| 2002 | 2010 | 2012 |
| ---- | ---- | ---- |
| 11   | ↘6   | ↘4   |

## История
Указана в «Списке населённых мест по сведениям 1859 года» в составе Шенкурского уезда(2-го стана) Архангельской губернии под номером «2366» как «Карамысловская (Коромысловская, Коромыслиха)». Насчитывала 3 двора, 15 жителей мужского пола и 12 женского.
В «Списке населенных мест Архангельской губернии к 1905 году» деревня Коромысловская насчитывает 7 дворов, 24 мужчины и 28 женщин. В административном отношении деревня входила в состав Предтеченского сельского общества Предтеченской волости.
В марте 1918 года деревня оказывается в составе Шеговарской волости, выделившейся из Предтеченской. На 1 мая 1922 года в поселении 10 дворов, 25 мужчин и 33 женщины.